# Maya và ba chiến binh huyền thoại
Maya và ba chiến binh huyền thoại (tên tiếng Anh: Maya and the Three; tên tiếng Tây Ban Nha: Maya y los tres) là bộ phim hoạt hình truyền hình ngắn tập trực tuyến thuộc thể loại kỳ ảo của México được tạo ra bởi Jorge R. Gutiérrez với sự tham gia sản xuất của hãng Tangent Animation. Phim bao gồm chín tập và được công chiếu lần đầu trên nền tảng Netflix vào ngày 22 tháng 10 năm 2021.

## Cốt truyện
Phim lấy bối cảnh tại một thế giới giả tưởng dựa trên nền văn hóa Trung Bộ châu Mỹ và các nền văn hóa thổ dân châu Mỹ khác. Là hành trình theo chân cô bé Maya, một nàng công chúa chiến binh mạnh mẽ. Vào lần sinh nhật thứ mười lăm của mình, các vị thần từ Âm giới xuất hiện và ép buộc Vương quốc Teca phải hiến tế cô cho người đứng đầu của Âm giới, Chúa tể Mictlan, vị Thần Chiến tranh tàn độc. Nếu không, các vị thần sẽ giáng cơn thịnh nộ của mình xuống Vương quốc Teca và các lãnh thổ khác. Trước sự nguy hiểm của quê nhà cũng như là nhân loại, Maya buộc phải đứng lên. thực hiện lời tiên tri đi tìm ba chiến binh huyền thoại khác để đánh bại các vị thần và giải cứu thế giới.

## Lồng tiếng
- Zoe Saldaña lồng tiếng vai Công chúa Maya, Chiến binh Đại bàng[6]
- Gabriel Iglesias lồng tiếng vai Picchu, Chiến binh Báo đen[6]
- Diego Luna lồng tiếng vai Zatz, Hoàng tử Dơi[6]
- Gael García Bernal lồng tiếng vai Anh em nhà Báo đốm[6]
- Rita Moreno lồng tiếng vai Ah Puch[6]
- Alfred Molina lồng tiếng vai Chúa tể Mictlan, Thần Chiến tranh[6]
- Allen Maldonado lồng tiếng vai Rico, Chiến binh Gà trống[6]
- Stephanie Beatriz lồng tiếng vai Chimi, Chiến binh Đầu lâu[6]
- Kate del Castillo lồng tiếng vai Nữ vương Micte, Nữ thần Chết chóc[6]
- Danny Trejo lồng tiếng vai Cabrakan, Thần Động đất[6]
- Cheech Marin lồng tiếng vai Hura và Can, Thần Bão tố và Thần Sấm chớp[6]
- Rosie Perez lồng tiếng vai Cipactli, Nữ thần Cá sấu[6]
- Queen Latifah lồng tiếng vai Gran Bruja[6]
- Wyclef Jean lồng tiếng vai Gran Brujo[6]
- Isabela Merced lồng tiếng vai Nữ hoàng Góa phụ[6]
- Chelsea Rendon lồng tiếng vai Acat, Nữ thần Hình xăm[6]
- Joaquín Cosío lồng tiếng vai Camazotz, Thần Dơi[6]
- Carlos Alazraqui lồng tiếng vai Chivo, Thần Ma thuật Hắc ám[6]
- Eric Bauza lồng tiếng vai Vucub, Thần Thú rừng[6]
- Jorge R. Gutiérrez lồng tiếng vai Vua Teca, Cha của Maya[6]
- Sandra Equihua lồng tiếng vai Hoàng hậu Teca, Mẹ của Maya[7]

## Sản xuất

### Phát triển
Tháng 11 năm 2018, Netflix thông báo rằng họ đang phát triển một bộ phim truyền hình ngắn tập về chiến binh vùng Trung Bộ châu Mỹ. Phim sẽ do Jorge Gutiérrez cầm trịch vị trí đạo diễn kiêm người sáng lập cũng như vai trò giám đốc sản xuất cùng với Silvia Olivas và Jeff Ranjo. Nhà sản xuất của phim sẽ do Tim Yoon đảm nhận. Gutiérrez, Olvas, Doug Langdale và Candie Kelty Langdale sẽ là những người chấp bút cho kịch bản phim với cốt truyện do Ranjo thiết kế. Tháng 10, 2018, Gutiérrez đã mô tả bộ phim như là một Chúa tể những chiếc nhẫn phiên bản México "nhưng nó vui nhộn hơn."
Ngày 15 tháng 9, 2021, Gutiérrez đã công bố một đoạn phim độc quyền được trích ra từ bộ phim và chia sẻ rằng cảnh phim này được lấy cảm hứng từ Street Fighter II, Ngọa hổ tàng long, Cô dâu báo thù, Ninja Scroll và một "trận đấu phong cách chola" mà bản thân ông đã được xem ở Tijuana, México. Ông chia sẻ với tạp chí Skwigly rằng bộ phim này "được truyền cảm hứng sâu sắc từ văn hóa nghệ thuật huy hoàng của Trung Bộ châu Mỹ" và các buổi triển lãm của Museo Nacional de Antropología. Ông cũng nhấn mạnh về nhân vật chính của phim, Maya, được tạo ra với nguồn cảm hứng từ chính mẹ, vợ và em gái của ông và cũng gợi ý rằng loạt phim sẽ có những điểm tương đồng với các tác phẩm trước của ông như El Tigre và Hành trình giải cứu tình yêu.
Loạt phim được chọn làm phim bế mạc và phát sóng hai tập tại Liên hoan phim Guadalajara vào ngày 9 tháng 10 năm 2021.

## Tập phim
| TT. | Tiêu đề                                       | Đạo diễn           | Biên kịch                                                            | Ngày phát hành gốc   |
| --- | --------------------------------------------- | ------------------ | -------------------------------------------------------------------- | -------------------- |
| 1 | "Chương 1: Lễ trưởng thành"                   | Jorge R. Gutiérrez | Jorge R. Gutiérrez, Mafer Hernandez, Candie Langdale & Doug Langdale | 22 tháng 10 năm 2021 |
| Vào ngày Maya đăng quang, một vị khách không mời từ âm gian xuất hiện cùng tin tức chấn động về nguồn gốc của cô – sau đó đưa ra một tối hậu thư.                        |                                               |                    |                                                                      |                      |
| 2 | "Chương 2: Lời tiên tri"                      | Jorge R. Gutiérrez | Jorge R. Gutiérrez, Mafer Hernandez, Candie Langdale & Doug Langdale | 22 tháng 10 năm 2021 |
| Một mất mát lớn hé lộ lời tiên tri cổ xưa, đưa Maya vào hành trình xa xôi để tìm ba chiến binh sẽ giúp cô cứu thế giới.                                                  |                                               |                    |                                                                      |                      |
| 3 | "Chương 3: Chiến binh Gà trống"               | Jorge R. Gutiérrez | Silvia Cardenas Olivas                                               | 22 tháng 10 năm 2021 |
| Trên Đảo Ánh trăng, Maya tìm kiếm Pháp sư Gà Trống nhưng lại dính vào Rico, người trông khá tầm thường và được cho là "pháp sư vĩ đại nhất trên đời".                    |                                               |                    |                                                                      |                      |
| 4 | "Chương 4: Chiến binh Đầu lâu"                | Jorge R. Gutiérrez | Silvia Cardenas Olivas                                               | 22 tháng 10 năm 2021 |
| Cuộc tìm kiếm Cung thủ Đầu Lâu huyền thoại của Vương quốc Rừng Rậm giúp Maya và Rico gặp chiến binh tài năng Chimi ẩn dật, người được dân ở đây gọi là "Quái vật Trắng". |                                               |                    |                                                                      |                      |
| 5 | "Chương 5: Chiến binh Báo đen"                | Jorge R. Gutiérrez | Jorge R. Gutiérrez, Mafer Hernandez, Candie Langdale & Doug Langdale | 22 tháng 10 năm 2021 |
| Với tư cách là chiến binh thứ ba định mệnh, một người Barbarian Núi Vàng vạm vỡ tên là Picchu gia nhập nhóm của Maya. Đêm đó, Zatz đối chất với Maya về động cơ của cô.  |                                               |                    |                                                                      |                      |
| 6 | "Chương 6: Maya và ba chiến binh huyền thoại" | Jorge R. Gutiérrez | Jorge R. Gutiérrez, Mafer Hernandez, Candie Langdale & Doug Langdale | 22 tháng 10 năm 2021 |
| Đội quân của Chúa tể Mictlan tấn công Teca, nhưng Maya và bạn bè chống trả. Khi các vị thần trở lại, trận chiến thứ hai hé lộ những sức mạnh mà họ không biết là họ có.  |                                               |                    |                                                                      |                      |
| 7 | "Chương 7: Cổng Thần"                         | Jorge R. Gutiérrez | Jorge R. Gutiérrez, Mafer Hernandez, Candie Langdale & Doug Langdale | 22 tháng 10 năm 2021 |
| Maya và ba chiến binh nhận được sự giúp đỡ từ một nhân vật không ngờ tới khi đang đối mặt với Chúa tể Mictlan. Một người bạn quý tộc hy sinh quên mình vào phút chót.    |                                               |                    |                                                                      |                      |
| 8 | "Chương 8: Dơi và cú"                         | Jorge R. Gutiérrez | Silvia Cardenas Olivas                                               | 22 tháng 10 năm 2021 |
| Sau khi thoát khỏi nguy hiểm, Maya kiệt quệ nhờ bạn bè đi cảnh báo các vương quốc của họ rằng Chúa tể Mictlan sẽ tìm đến. Nữ vương Micte bộc bạch nỗi lòng.              |                                               |                    |                                                                      |                      |
| 9 | "Chương 9: Mặt trời và mặt trăng"             | Jorge R. Gutiérrez | Jorge R. Gutiérrez, Mafer Hernandez, Candie Langdale & Doug Langdale | 22 tháng 10 năm 2021 |
| Trận chiến định mệnh giữa Chúa tể Mictlan cùng đội quân và Maya cùng các đồng minh nổ ra ở Teca. Nhưng mọi chuyện sẽ kết thúc như thế nào? Thật hoành tráng.             |                                               |                    |                                                                      |                      |

## Phát hành
Bộ phim được phát hành trên nền tảng chiếu phim Netflix lần đầu tiên vào ngày 22 tháng 10, 2021. Netflix đã miêu tả rằng đây là "sự kiện hoạt hình được kể trong chín tập phim mang tính sử thi." Mỗi tập phim được giới hạn trong 30 phút và tổng thời lượng của tất cả kéo dài 4 tiếng rưỡi.

## Tiếp nhận
Lovie Gyarke, cây bút từ tòa soạn The Hollywood Reporter đã gọi tất cả các cảnh trong phim là một "bữa tiệc cho thị giác" (...) nó còn là "một cuộc phiêu lưu hấp dẫn và ngoằn ngoèo, bắt nguồn từ nguồn lịch sử phong phú của các nền văn hóa bản địa và được dẫn dắt bởi Maya, một con người đang tìm kiếm câu trả lời cho quá khứ của cô cũng như đang cố gắng cứu vương quốc của mình", và kết luận rằng "mỗi tập phim mang đến cơ hội để chúng ta hiểu sâu hơn về thế giới kỳ ảo này và để thưởng thức chiều sâu hình ảnh của loạt phim được xây dựng một cách điêu luyện và hoàn toàn tuyệt đẹp của Gutiérrez."